# MHC Oss
Mixed Hockey Club Oss is een hockeyclub uit Oss.
De club is ontstaan uit een fusie in 1999 tussen HC Rapidity (opgericht 16 oktober 1938) en MHC Keep Fit (opgericht 28 oktober 1936). MHC Oss speelt op sport-/evenementenpark De Rusheuvel. MHC Oss is een relatief grote club, met 5 velden (2 water, 3 zand).
MHC Oss dames 1 staat daarnaast bekend als winnaar van de eerste editie van de Silver Cup, seizoen 2018-2019.
Dames 1 speelt in seizoen 23/24 in 1e klasse C, bondscompetitie KNHB.
Heren 1 speelt in seizoen 23/24 in 1e klasse C, bondscompetitie KNHB.

## Veldinformatie
| Velden | Velden  | Velden               | Velden                                               |
| Jaar   | Veld    | Richting             | Opmerkingen                                          |
| ------ | ------- | -------------------- | ---------------------------------------------------- |
| 1999   | Veld 1  | Oostelijk            | Herlegd in 2019 tot een waterveld                    |
| 1999   | Veld 2  | Oostelijk            | Herlegd in 2011 tot een waterveld                    |
| 2003   | Veld 3  | Oostelijk            | Herlegd in 2014 tot een nieuw zandveld               |
| 2004   | Veld 4  | Noordelijk           | Zandveld                                             |
| 2006   | Veld 5  | Noordelijk/Westelijk | Miniveld                                             |
| 2012   | DOT 1/2 | Zuidelijk            | In gebruik genomen door MHC Oss vanwege ruimtetekort |